# Svartkronad dvärgtyrann
Svartkronad dvärgtyrann (Tyranniscus nigrocapillus) är en fågel i familjen tyranner inom ordningen tättingar.

## Utseende
Svartkronad dvärgtyrann är en liten och kortnäbbad tyrann. Undersidan är gul med två ljusa vingband. På huvudet syns en väl avgränsad svart hjässa

## Utbredning och systematik
Svartkronad dvärgtyrann delas in i tre underarter:
- flavimentum – förekommer i Santa Marta-bergen (nordöstra Colombia)
- nigrocapillus – förekommer i Anderna från Colombia och Ecuador till södra Peru (Cusco)
- aureus – förekommer i Anderna i västra Venezuela (norra Táchira till södra Lara)

## Levnadssätt
Svartkronad dvärgtyrann hittas rätt högt i Anderna, från 1800 till 3300 meters höjd. Där ses enstaka fåglar eller par födosöka aktivt i skogsbryn eller buskmarker. Den ansluter ofta till kringvandrande artblandade flockar.

## Status och hot
Arten har ett stort utbredningsområde, men tros minska i antal, dock inte tillräckligt kraftigt för att den ska betraktas som hotad. Internationella naturvårdsunionen IUCN listar arten som livskraftig (LC).